# 半線型写像
数学の線型代数学あるいは特に射影幾何学における半線型写像（はんせんけいしゃぞう、英: semilinear transformation; 半線型変換）は、ベクトル空間の間の写像であって、「体の自己同型でひねる違いを除いて」線型写像となっているようなものを言う（故に「半」線型）。
具体的に、体 K 上の体の自己同型 θ を一つ固定して（θ: λ ↦ λθ）、K 上のベクトル空間 V, W の間の写像 T: V → W が
- ベクトルの加法に関して分配的: {\displaystyle T(v+v')=T(v)+T(v')} で、
- スカラー倍に関しては捻られた関係式: {\displaystyle T(\lambda v)=\lambda ^{\theta }T(v)}

を満たすとき T は半線型、特に固定した θ についての半双線型性であるから θ-半双線型であるという。可逆な半線型写像の（体の同型全てに亘る）全体は一般半線型群と呼ばれる群を成し、ΓL(V) と書かれる。これは一般線型群 GL(V) の類似であり、かつその拡大である。
（GL の G を対応する Γ で置き換えて ΓL としたように）行列群の頭のラテン文字をギリシャ文字で置き換える同様の記法が、ほかの種類の行列群（線型代数群）の類似となる半線型群（厳密には行列群と体の同型の成すガロワ群との半直積）に対しても同様に用いられる。また例えば、行列群から作られる射影行列群の一種である射影特殊ユニタリ群 PSU に対応する半線型群は PΣU で表される。しかし、これらの一般化された半線型群は必ずしもうまく定義されるとは限らないことに注意すべきである。Bray, Holt & Roney-Dougal (2009) によれば、同型な古典群 G, H (⊂ SL)に対して、同型でない半線型拡大が存在し得る。半直積のレベルで言えば、これはガロワ群の与えられた抽象群に対する作用の仕方が異なるということに対応する。拡大が一意でないならば、半線型拡大はちょうど二種類存在する。例えば、対称群の半線型拡大は一意に定まるが、SU(n,q) は n が偶数で q が奇数のとき、PSU と同じように二種類の半線型拡大を持つ。

## 定義
以下、体 K に対してその素体を k で表す。例えば、K が複素数体 C のとき、その素体 k は有理数体 Q であり、また K が素冪位数 q = pi の有限体 Fq のとき、素体 k は素数位数 p の有限体 Fp = Z/pZ である。
体 K 上の体自己同型（素体 k を固定する環自己同型）θ が与えられたとき、K 上のベクトル空間 V, W の間の写像 f: V → W が θ-半線型あるいは単に半線型であるとは、任意の x, y ∈ V および任意の l ∈ K が条件 
- 加法性: {\displaystyle f(x+y)=f(x)+f(y)}
- θ-斉次性: {\displaystyle f(lx)=l^{\theta }f(x)}

を満足するときに言う。ただし、lθ はスカラー l の θ による像である。
ここで、単に加法的な写像 f が与えられたとき、f が加法性を保ったまま、θ-斉次性の条件を満足するようにしようと思えば、θ は体の同型でなければならないことに注意すべきである。実際、θ が素体 k の元を動かさないものでなければならないことは、（k は K の単位元で生成される部分体であるから）加法性により
{\displaystyle n^{\theta }f(x)=f(nx)=f(x+\dotsb +x)=nf(x)}
が成り立つことから従う。同様にして、K の加法と乗法についても加法性によって
{\displaystyle {\begin{aligned}&(l_{1}+l_{2})^{\theta }f(x)=f((l_{1}+l_{2})x)=f(l_{1}x)+f(l_{2}x)=(l_{1}^{\theta }+l_{2}^{\theta })f(x)\\&(l_{1}l_{2})^{\theta }f(x)=f(l_{1}l_{2}x)=l_{1}^{\theta }f(l_{2}x)=(l_{1}^{\theta }l_{2}^{\theta })f(x)\end{aligned}}}
が成り立つことから従う。
任意の線型写像は半線型だが、逆は一般には成り立たない。ただし、（K を素体 k 上のベクトル空間と見ることにより）V, W を K の素体 k 上のベクトル空間と見做せば、任意の θ-半線型写像は k-線型写像になる。

## 例
- K = C, V = Cn および標準基底 e1, …, en に対して、写像 f: V → V を{\displaystyle f{\Bigl (}\sum _{i=1}^{n}z_{i}e_{i}{\Bigr )}:=\sum _{i=1}^{n}{\bar {z}}_{i}e_{i}}で定義すれば、f は（複素共軛をとる体の自己同型に関して）半線型となるが、これは線型ではない。
- 標数 p の冪 qi を位数とする有限体（ガロワ体）K = GF(q) に対し、フロベニウス準同型 θ(lθ ≔ lp) をとる（これが体の自己同型であるという事実は、幼稚な二項定理（英語版）としても知られる）。K 上のベクトル空間 V, W の間の任意の線型写像 f: V → W に対し、{\displaystyle {\widetilde {f}}\!{\Bigl (}\sum _{i=1}^{n}l_{i}e_{i}{\Bigr )}:=f{\Bigl (}\sum _{i=1}^{n}l_{i}^{\theta }e_{i}{\Bigr )}}と置くことにより、θ-半線型写像を得ることができる。

実際には任意の線型写像からこのような方法によって半線型写像を作ることができる。これはこの後に述べる一般に成り立つ事実の一部である。

## 一般半線型群
与えられたベクトル空間 V に対し、その可逆な半線型写像の（体自己同型全てに亘る）全体の成す集合は、一般半線型群 ΓL(V) を成す。
V が K 上のベクトル空間で、K の素体を k とするとき、一般半線型群 ΓL(V) は半直積
{\displaystyle \operatorname {\Gamma L} (V)=\operatorname {GL} (V)\rtimes \operatorname {Gal} (K/k)}
に分解される。ここで Gal(K/k) は体の拡大 K/k のガロワ群である。同様に、半線型写像の成す他の線型群もガロワ群のと半直積として、あるいはより内在的にベクトル空間の間のある性質を保存する半線型写像全体の成す群として、定義することができる。
V の基底 B を一つ固定して、ガロワ群 Gal(K/k) を、任意の σ ∈ Gal(K/k) に対して
{\displaystyle \sum _{b\in B}l_{b}b\mapsto \sum _{b\in B}l_{b}^{\sigma }b}
で定義される半線型写像全体の成す ΓL(V) の部分群と同一視する。同一視した部分群を Gal(K/k)B と書くとき、これらの成分は ΓL(V) において GL(V) に対して、V の基底変換としての GL(V) として正則に作用する。
上記のことを確かめよう。任意の線型写像は半線型ゆえ GL(V) ≤ ΓL(V) である。V の基底 B を固定して、体の自己同型 σ ∈ Gal(K/k) に関する任意の半線型写像 f に対して、g: V → V を
{\displaystyle g{\Bigl (}\sum _{b\in B}l_{b}b{\Bigr )}:=\sum _{b\in B}f(l_{b}^{\sigma ^{-1}}b)=\sum _{b\in B}l_{b}f(b)}
で定義する。f(B) も V の基底を成すから、これは g が単に V の基底変換となることを意味し、従って線型かつ可逆的、すなわち g ∈ GL(V)。
ここで h ≔ fg−1 と置くと、V の任意の元 v = ∑b∈B lbb に対し
{\displaystyle hv=fg^{-1}v=\sum _{b\in B}l_{b}^{\sigma }b}
となるから、h は固定された基底 B に関する部分群としての Gal(K/k) (= Gal(K/k)B) に属する。この分解 f = hg は固定された基底 B に対して一意的である。さらに GL(V) は Gal(K/k)B の作用によって正規化されるから、
{\displaystyle \operatorname {\Gamma L} (V)=\operatorname {GL} (V)\rtimes \operatorname {Gal} (K/k)}
となることが言える。

## 応用

### 射影幾何学
一般半線型群 ΓL(V) は典型的な古典群 GL(V) の拡張である。このような写像を考えることの重要性は射影幾何学の研究からも生じてくる。一般線型群 GL(V) の（V に付随する）射影ベクトル空間 P(V) の上に誘導される作用は、射影一般半線型群 PΓL(V) を成し、これは射影一般線型群 PGL(V) を拡張するものである。
ベクトル空間 V 上の射影幾何 PG(V) とは、V の部分空間全体の成す束を言う。典型的な半線型写像は線型ではないけれども、任意の半線型写像 f: V → W は順序を保つ写像 f: PG(V) → PG(W) を誘導する。つまり、任意の半線型写像は射影変換 を誘導する。（射影直線を除いて）このことの逆は、射影幾何学の基本定理である。以上から、半線型写像がベクトル空間の射影幾何上の自己同型群を定義するという意味において、これらは射影幾何学において有用である。

### マシュー群
射影一般半線型群 PΓL(3,4) は散在型単純群 の一つであるマシュー群 M24 の構成にも利用できる。すなわち、PΓL(3,4) は M24 の極大部分群であり、またこれをマシュー群全体に拡大する方法はいくつか存在する。